# Opper-Hessisch voetbalkampioenschap
Het Opper-Hessisch-Hannovers voetbalkampioenschap was een van de regionale voetbalcompetities van de West-Duitse voetbalbond, die bestond van 1908 tot 1911.
Clubs uit Marburg, Siegen en Gießen, die voorheen in de  Hessische competitie speelden kregen nu hun eigen competitie. Na drie seizoenen werd deze competitie weer ontbonden en keerden de clubs terug naar de Hessische competitie.

## Erelijst
- 1909 Gießener FC 1900
- 1910 Gießener FC 1900
- 1911 FC Jahn Siegen

1908/09 · 1909/10 · 1910/11